# Димитровка (Северо-Казахстанская область)
Димитровка (каз. Димитровка) — село в Тайыншинском районе Северо-Казахстанской области Казахстана. Входит в состав Рощинского сельского округа. Находится вблизи озера Балыкты, примерно в 70 км к северо-западу от города Тайынша, административного центра района, на высоте 118 метров над уровнем моря. Код КАТО — 596066200.
В 2 км к северу от села находится озеро Балыкты, отличающееся большим видовым разнообразием водоплавающих птиц, в 9 км к западу — озеро Жыланды.

## Население
В 1999 году численность населения села составляла 494 человека (251 мужчина и 243 женщины). По данным переписи 2009 года, в селе проживало 280 человек (143 мужчины и 137 женщин).